# Веленка
Веленка (бел. Вяленка) — деревня в Кировском районе Могилёвской области Беларуси. Входит в состав Стайковского сельсовета.

## География
Деревня находится в юго-западной части Могилёвской области, на правом берегу реки Черебомирки, к северу от автодороги Н-10453, на расстоянии приблизительно 19 километров (по прямой) к северо-востоку от города Кировска, административного центра района. Абсолютная высота — 154 метра над уровнем моря. Площадь населённого пункта — 0,0939 км².
Климат деревни характеризуется как влажный континентальный, с тёплым летом (Dfb в классификации климатов Кёппена).

## Население
По данным переписи 2019 года, постоянное население в деревне отсутствовало.
| Год  | Население, человек |
| ---- | ------------------ |
| 2009 | 3                  |
| 2019 | ↘ 0                |